# Fast food (Buffy)
Fast Food est le 12e épisode de la saison 6 de la série télévisée Buffy contre les vampires.

## Résumé
Buffy a décidé de travailler dans un restaurant rapide, le Double Mixte Palace. C'est un travail ingrat ; l'ambiance est assez lourde et le directeur semble bien étrange. Pour se distraire, elle essaie en vain de découvrir le fameux ingrédient secret qui fait la réputation des hamburgers de ce fast food. Le soir, alors qu'elle discute avec Spike qui est venu la voir, un employé est assassiné. Elle doit faire un double service le lendemain pour compenser l'absence de l'employé qui a disparu sans laisser de trace. Amy vient, quant à elle, faire à Willow un cadeau empoisonné : de l'énergie magique que Willow essaie désespérément de garder sous contrôle. Au Double Mixte, la Tueuse trouve un doigt humain dans le hachis et, persuadée qu'il s'agit de l'ingrédient secret, sème la panique parmi les clients en criant qu'on leur sert de la viande humaine avant d'être virée par le directeur. 
Elle charge alors sa meilleure amie d'analyser un hamburger pendant qu'elle-même retourne au Double Mixte Palace poursuivre son enquête. Sur place, elle trouve un morceau du corps du directeur. Alors que Willow découvre que la viande est en réalité des légumes, Buffy rencontre une vieille dame, cliente régulière du Double Mixte. Cette dernière être une sorte de démon et lui crache un liquide paralysant. Incapable de se défendre, elle est sur le point de se faire dévorer quand elle est sauvée par l'arrivée de Willow. Celle-ci coupe l'excroissance démoniaque phallique et serpentine, qu'elle jette dans le hachoir. Le lendemain, Amy vient à nouveau rendre visite à Willow, mais celle-ci la met à la porte en lui interdisant de revenir la voir. Buffy rencontre la nouvelle directrice du Double Mixte et se fait réembaucher en lui révélant ce qu'elle sait sur l'ingrédient secret : les hamburgers sont en fait à base de légumes, et l'ingrédient secret n'est rien d'autre que de la graisse de bœuf pour lier et donner l'illusion du goût de la viande.

## Production
Joss Whedon a révélé dans une interview que cet épisode avait été le plus controversé de la série car les annonceurs n'avaient pas du tout apprécié que l'épisode se moque de l'industrie de la restauration rapide. Whedon s'est montré à la fois étonné et amusé que « ce qui a le plus provoqué la controverse avec Buffy, c'est un hamburger poulet/bœuf ».